# Gornja Bejašnica
Gornja Bejašnica es un pueblo del municipio de Prokuplje, Serbia. Según el censo de 2002, el pueblo tiene una población de 30 personas. 